# Ситан

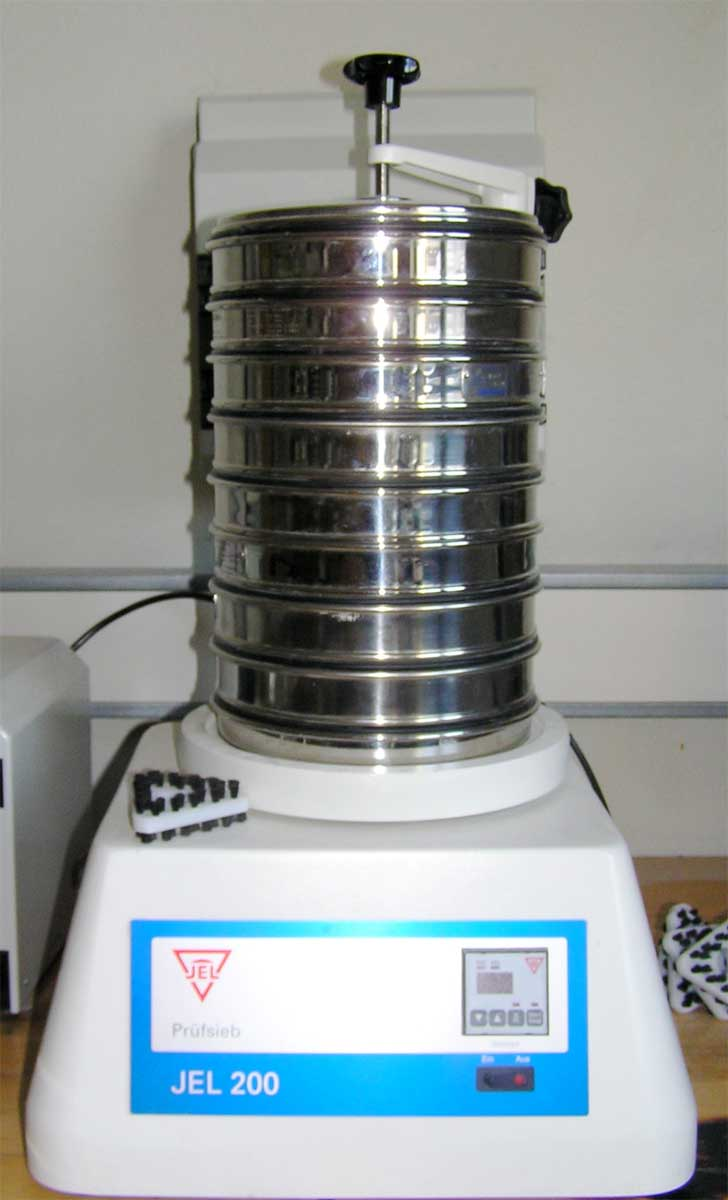
Лабораторний вібро-струшуюч для ситового аналізу.

Ситан (рос. ситан, англ. laboratory sieve shaker; нім. Siebapparat m) – лабораторний струшувач, пристрій для розсіву проб корисних копалин на класи крупності. Являє собою станину з вібро-струшуючим механізмом та набором сит з стандартною величиною отворів. 

## Інтернет-ресурси
- sieve-shaker-analytical